# Księginice (Kobierzyce)
Księginice (deutsch Kniegnitz; bis 1908 Polnisch Kniegnitz; 1937–1945 Elfhofen) ist ein Dorf in der Landgemeinde Kobierzyce (Koberwitz, 1937–1945 Rößlingen) im Powiat Wrocławski der Woiwodschaft Niederschlesien in Polen.

## Lage
Nachbarorte sind Domasław (Domslau) im Nordwesten, Komorowice (Karowahne) im Nordosten, Szukalice (Tschauchelwitz) im Osten und Galowice (Gallowitz) im Südosten.

## Geschichte
Der Ort wurde 1327 als „Knegnicz“ und 1360 als „Knignicz“ erwähnt. Es gehörten zum Herzogtum Breslau, das nach dem Tod des Herzogs Heinrich VI. 1335 als erledigtes Lehen an die Krone Böhmen gefallen war. Nach dem Ersten Schlesischen Krieg fiel es 1741/42 mit dem größten Teil Schlesiens an Preußen und wurde dem Landkreis Breslau eingegliedert. Grundherr war bis zur Säkularisation 1810 das Klarenstift in Breslau, danach das königliche Rentamt. 1845 zählte das Dorf 20 Häuser, eine Freischoltisei, 207 Einwohner (24 katholisch und der Rest evangelisch), evangelische Kirche zu Domslau, katholische Kirche zu Bettern, fünf Handwerker und ein Kramer. 1937 wurde es in Ellhofen umbenannt.
Als Folge des Zweiten Weltkriegs fiel Ellhofen 1945 an Polen und wurde in Księginice umbenannt. Die deutsche Bevölkerung wurde – soweit sie nicht vorher geflohen war – vertrieben. Die neu angesiedelten Bewohner waren zum Teil Vertriebene aus Ostpolen, das an die Sowjetunion gefallen war. 1975 bis 1998 gehörte Księginice zur Woiwodschaft Breslau.